# NGC 3273
NGC 3273 é uma galáxia lenticular (SB0) localizada na direcção da constelação de Antlia. Possui uma declinação de -35° 36' 40" e uma ascensão recta de 10 horas, 30 minutos e 29,0 segundos.
A galáxia NGC 3273 foi descoberta em 3 de Maio de 1834 por John Herschel.